# Palazzo Leone da Perego
Palazzo Leone da Perego è un edificio storico di Legnano. È stato ricostruito nel 1898 conservando alcune decorazioni dell'omonimo edificio precedente medioevale. Situato a pochi passi dalla Basilica di San Magno, possiede due entrate, una in via Magenta e l'altra in via Girardelli. Prende il nome da Leone da Perego, arcivescovo di Milano deceduto a Legnano nel 1257. Insieme a Palazzo Visconti forma la "Corte Arcivescovile".

## Storia

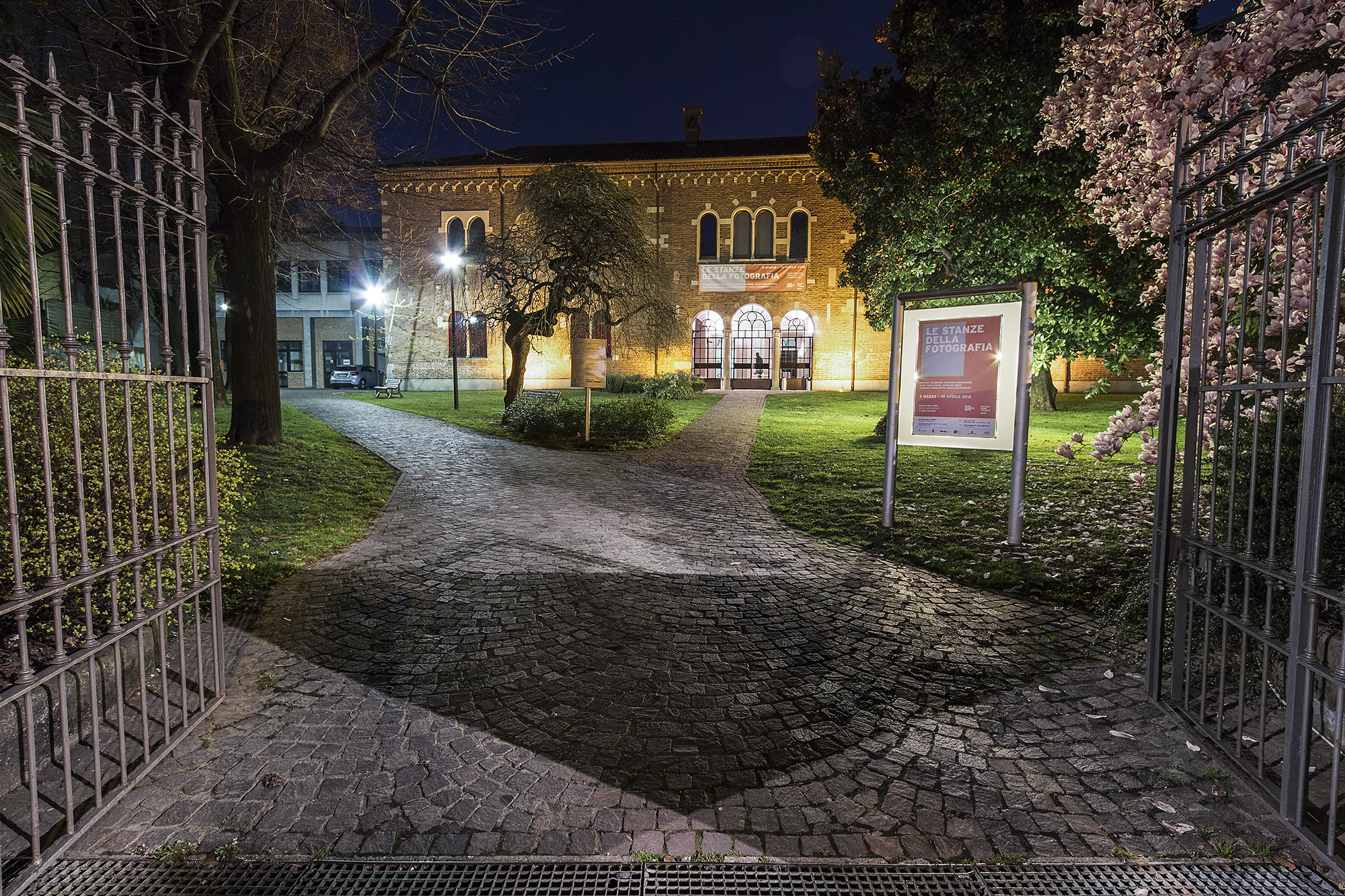
Vista serale del moderno palazzo Leone da Perego

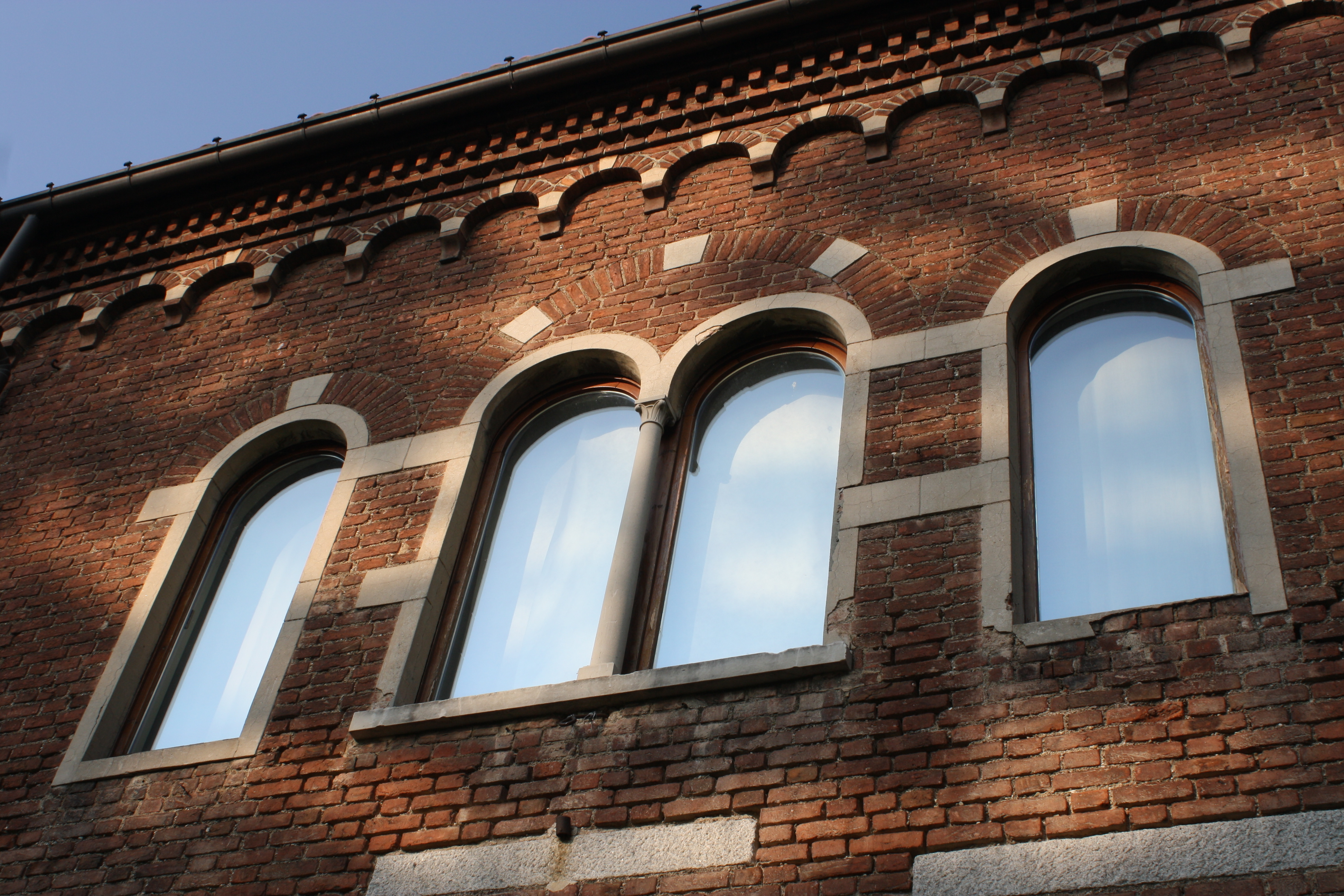
Particolare delle finestre del primo piano del moderno palazzo Leone da Perego

Il palazzo Leone da Perego medievale venne probabilmente costruito nel XIII secolo, oppure, secondo alcuni studi, nel IX secolo. L'edificio diventò nobile residenza estiva dell'arcivescovo Leone da Perego, grazie al quale conobbe un periodo di splendore che si protrasse sino alla fine del XV secolo.
Da palazzo Leone da Perego ("in nostro archiepiscopali palatio") l'arcivescovo di Milano Francesco I da Parma, successore di Ottone Visconti e saltuariamente dimorante a Legnano, concesse il 3 aprile 1297 quaranta giorni di indulgenza ai fedeli che avessero donato i fondi necessari per completare i lavori della chiesa di San Pietro di Saronno.
Nel 1361 l'arcivescovo di Milano Roberto Visconti si rifugiò nel borgo legnanese per sfuggire alla peste: secondo alcune fonti morì proprio a Legnano a palazzo Leone da Perego.
Sul lato sud del Palazzo Leone da Perego medievale era prospiciente l'antico Palazzo Visconti, che sui documenti medievali è conosciuto come "preciosa pallatia". Quest'ultimo era conosciuto con questo nome perché fu residenza dell'arcivescovo di Milano Ottone Visconti, che successe a Leone da Perego. I due edifici formavano un cortile che era denominato "Corte Arcivescovile". 

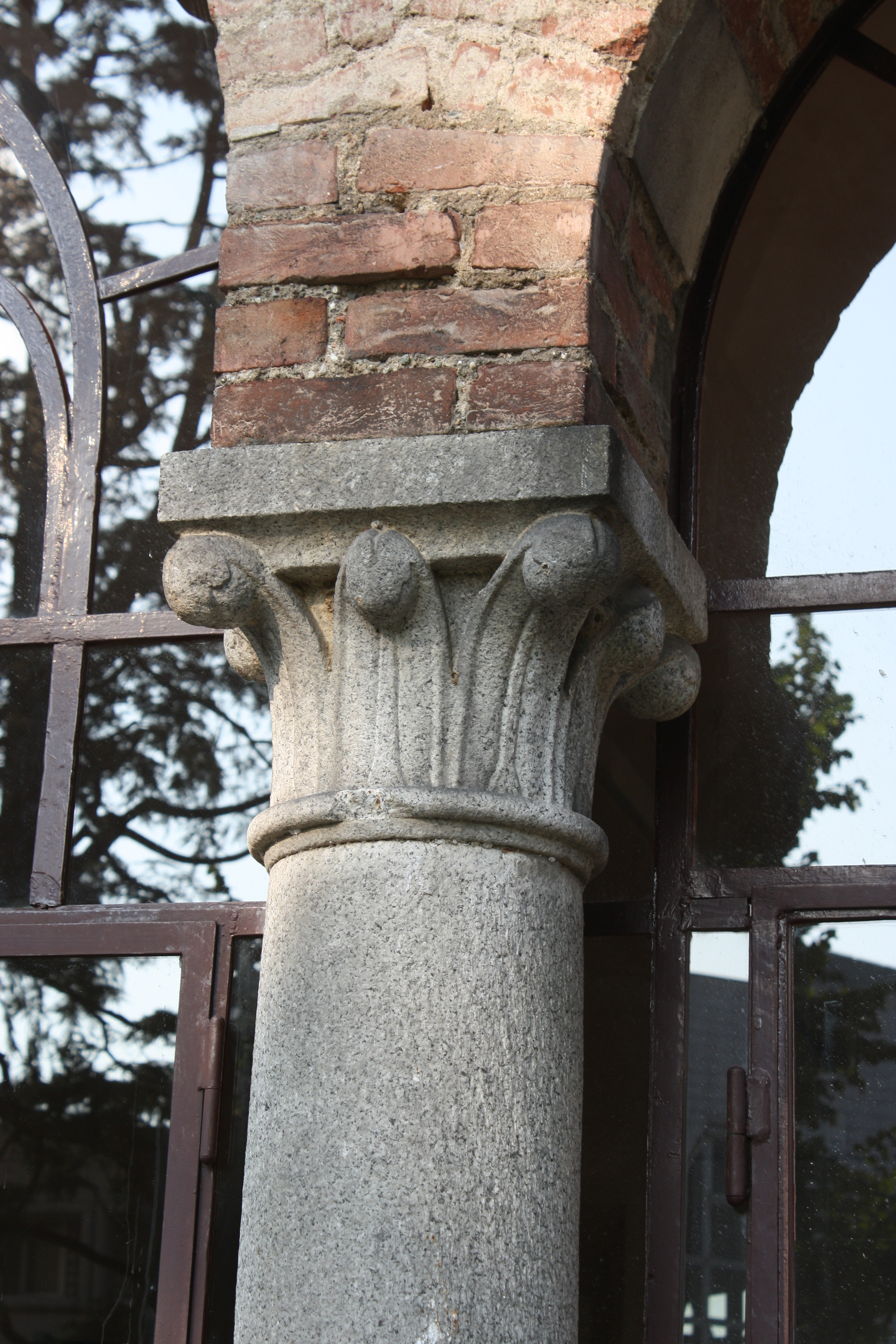
Il capitello di una delle colonne dell'ingresso principale del moderno palazzo Leone da Perego

In corrispondenza di Palazzo Visconti, anche dopo la demolizione del castello dei Cotta, continuò ad essere presente la "porta di sotto", porta urbana costruita nel Medioevo e demolita nel 1818. Questo passaggio coperto, con la demolizione del castello dei Cotta, iniziò a collegare il complesso architettonico formato da Palazzo Leone da Perego e Palazzo Visconti, a un edificio posto dall'altra parte dell'odierno corso Magenta, che all'epoca si chiamava via Porta di Sotto.
Nel 1898 Palazzo Leone da Perego fu demolito e ricostruito utilizzando alcune decorazioni dell'omonimo complesso precedente. Di queste ultime, le uniche che sono sopravvissute sono due stemmi viscontei che sono presenti, rispettivamente, all'ingresso di corso Magenta (in questo caso è un blasone marmoreo di Ottone Visconti del 1277) ed all'interno del complesso architettonico. Palazzo Visconti fu invece quasi completamente rifatto nel 1937. Il portone che da corso Magenta conduce all'interno della corte arcivescovile è stato ricostruito nel 1890.

## Architettura

### L'edificio medievale

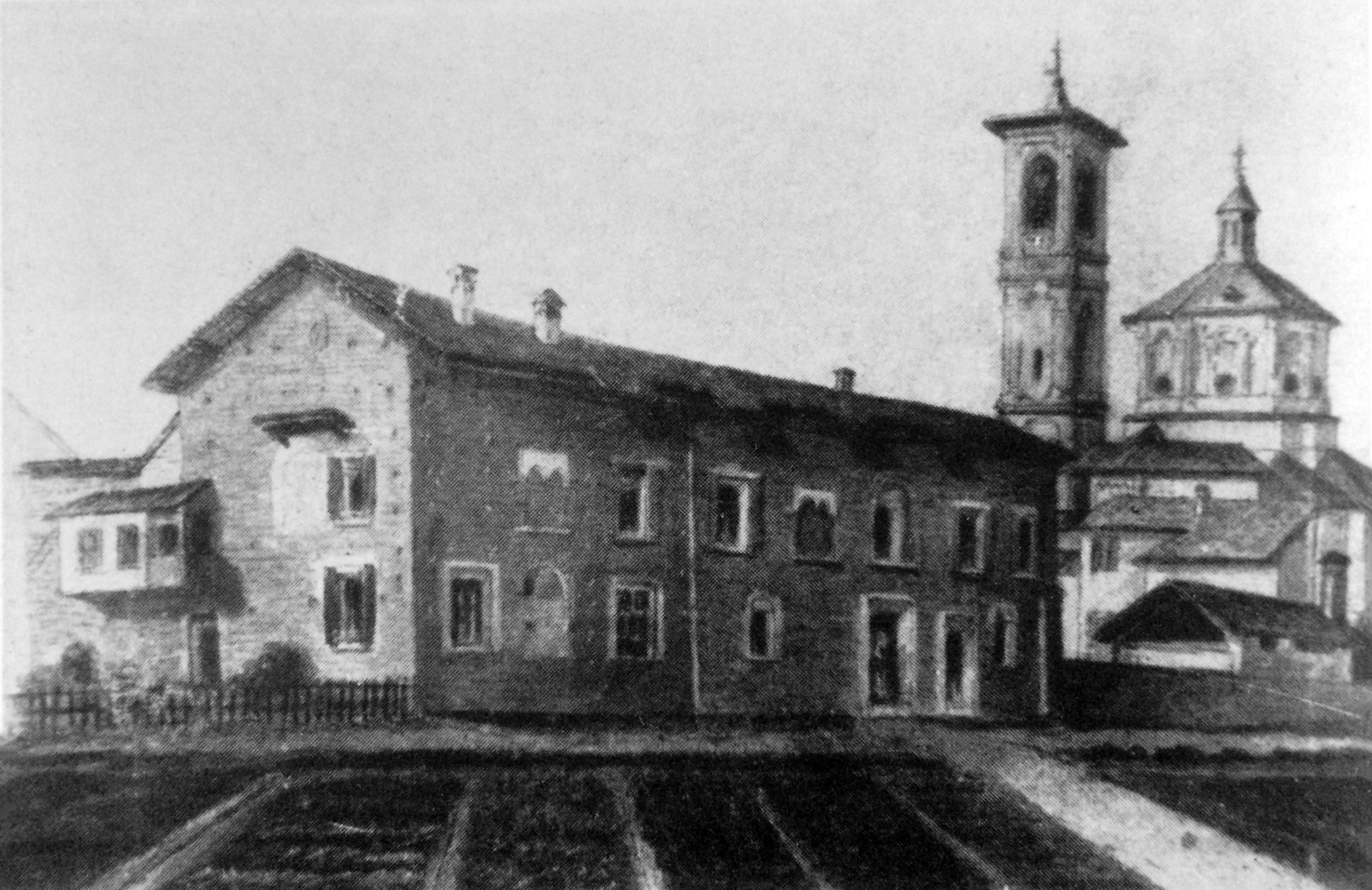
L'antico Palazzo Leone da Perego medioevale in un acquarello di Giuseppe Pirovano

Il Palazzo Leone da Perego medievale era costituito da un fabbricato rettangolare con tetto spiovente che aveva la misura di 33 m di lunghezza, 10 m di larghezza e 9,5 m di altezza. Fu edificato interamente in mattoni, e gli ambienti erano distribuiti su due piani. Era caratterizzato dalla presenza di numerose finestre bifore con arco ogivale. La finestra situata sopra l'ingresso di corso Magenta del palazzo Leone da Perego attuale, richiama, seppur con evidenti differenze, le antiche finestre andate perdute. Una di esse, prima della demolizione del palazzo originario, è stata trasferita al civico museo archeologico di Milano. Le finestre bifore ad arco ogivale furono molto comuni a Legnano fino al XVI secolo.
Durante i secoli il palazzo fu oggetto di diversi rimaneggiamenti. Ad esempio le antiche finestre bifore a sesto acuto furono trasformate in aperture rettangolari, mentre gli ampi saloni furono rimpiccioliti con la creazione di locali più piccoli. Questi ultimi probabilmente non erano affrescati ma erano decorati con arazzi e quadri. Sopra il portone di ingresso era presente un affresco, che fu perso con la demolizione dell'edificio. Sul lato era stata costruita una loggetta esterna che dava su un piccolo giardino. In seguito le finestre furono dotate di un piccolo tetto protettivo. L'ingresso di Palazzo Leone da Perego verso il cortile era provvisto di un porticato.

### Il complesso moderno

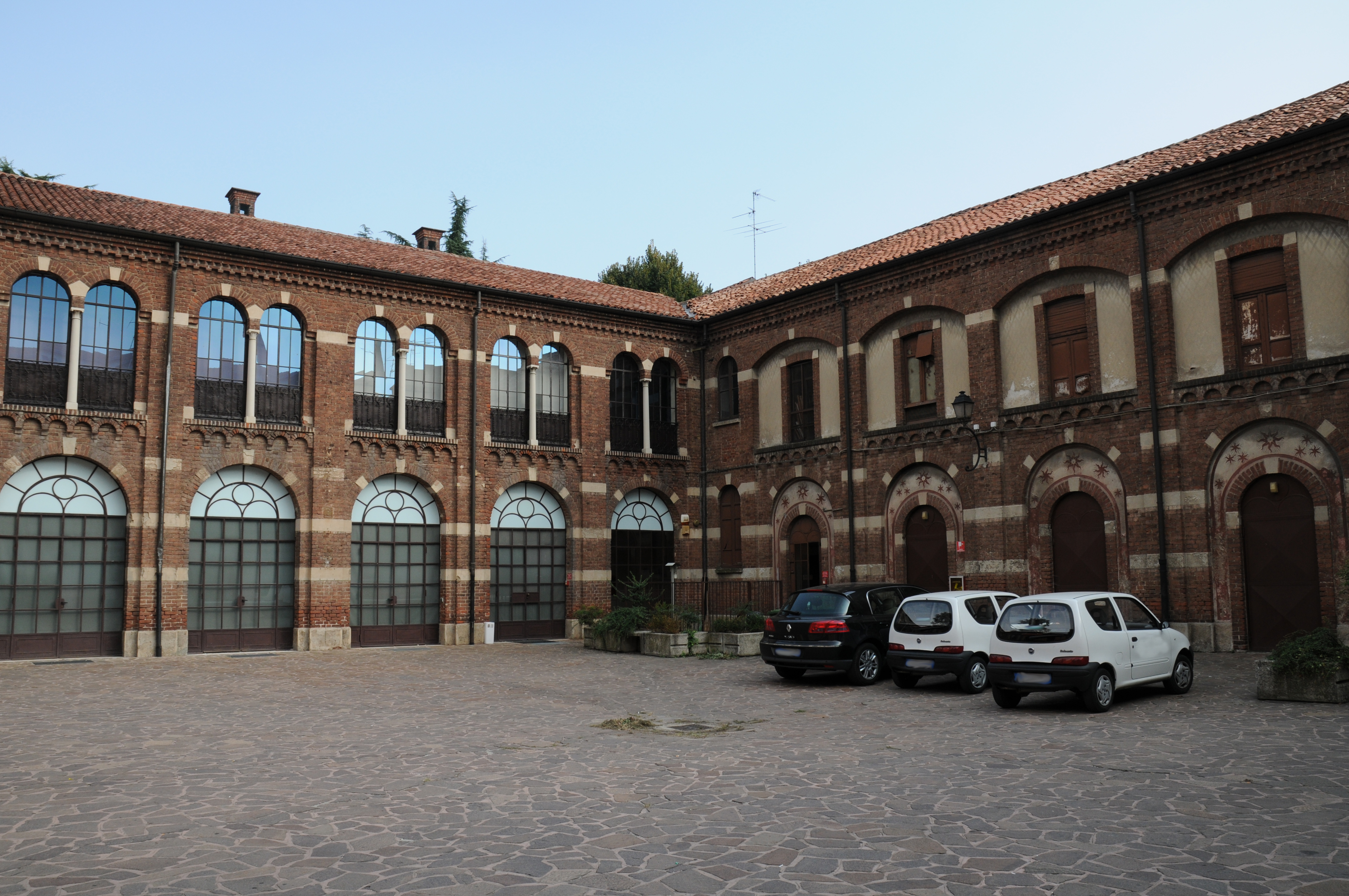
La Corte Arcivescovile. Sulla sinistra, Palazzo Leone da Perego, sulla destra, Palazzo Visconti

Il complesso odierno si sviluppa intorno ad un cortile chiamato ancora oggi "Corte Arcivescovile". È formato dall'ottocentesco Palazzo Leone da Perego e dal duecentesco Palazzo Visconti. Nei secoli il complesso edilizio cambiò molte volte la destinazione d'uso. Ad esempio, San Carlo Borromeo per un certo periodo, destinò Palazzo Visconti a prigione per ecclesiastici.
L'odierno Palazzo Leone da Perego, dopo essere stato adibito a scuola materna, è dal 2001 area espositiva di SALe e può considerarsi uno dei cuori pulsanti della cultura legnanese. L'acronimo "S.A.Le." (acronimo di "Spazio arte Legnano") identifica gli spazi espositivi della città di Legnano. I due siti adibiti ad essere sede di mostre all'interno del progetto SALe sono appunto Palazzo Leone da Perego ed il castello di San Giorgio, che è stato aperto alle esposizioni a partire dal 2007.
Nel 1937 Palazzo Visconti venne trasformato in sala conferenze e, successivamente, in sala cinematografica, il Cinema Sala Ratti. Per adibirlo alla nuova funzione, gli ambienti interni furono completamente svuotati, mentre gli affreschi neoclassici presenti sulla pareti vennero coperti. Tra essi, fino alla copertura delle pareti, erano visibili degli affreschi raffiguranti alcuni stemmi di Ottone Visconti, un ciclo di pitture riproducente le quattro stagioni, e molti motivi pittorici contenenti puttini e animali.